# Bouskoura

Bouskoura är en industristad i Marocko och ligger i provinsen Nouaceur som är en del av regionen Casablanca-Settat. Folkmängden uppgick till 103 026 invånare vid folkräkningen 2014. Vid folkräkningen 2004 var kommunen en landskommun med två stadsmässiga befolkningscentra: centrala Bouskoura och Lamkanssa.